# Linnusitamaa
Linnusitamaa nebo Linnusita saar (doslova „země ptačího trusu“, resp. „ostrov ptačího trusu“) je malý estonský ostrůvek s rozlohou asi 0,05 km², nacházející se jižně od ostrova Abruka.
Ostrov je poprvé zmiňován v roce 1798 v Livonském atlase Ludviga Augusta von Mellina.